# Matt Groening
Matthew Abram Groening, més conegut com a Matt Groening, (Portland, 15 de febrer de 1954) és un dibuixant estatunidenc, creador de les sèries de televisió Els Simpson (1989–present), Futurama (1999–2003, 2008–2013, 2023–present) i Disenchantment (2018–2023).

## Biografia
A la seva ciutat natal va residir al carrer Evergreen Terrace, nom que li va donar al carrer on viuen els personatges de la seva creació, Els Simpson. El seu pare es diu Homer, la seva mare Marge i la seva germana Lisa. El 1977 es gradua en periodisme a l'Evergreen State College de Olympia, Washington. En aquest mateix any decideix traslladar-se a Los Angeles, per a continuar amb la seva carrera d'escriptor. A més, va començar com a dibuixant i va llançar la tira còmica Life in Hell, en la qual el protagonista principal és Binky, acompanyat de Sheba, la seva xicota, Akbar i Jeff. En Life in Hell bàsicament plasmava el que vivia cada dia a la ciutat de Los Angeles.
La tira còmica va obtenir un gran succés quan va aparèixer al diari Los Angeles Reader, on Matt treballava com a redactor. Apareix en 250 diaris del Canadà i Estats Units i se n'han publicat diversos llibres, com L'amor és un infern, El treball és un infern o El col·legi és un infern.
El 1986 decideix crear alguna cosa nova, una família, que amb humor assolirien fer crítica social. El 19 d'abril de 1987, Els Simpson debuten al show de Tracey Ullman, en una curta escena de dos minuts. Va tenir un gran succés. El 1989 són emesos al Canal Fox com programa independent.
El 1993, Matt va fundar Bongo Comics, (anomenada pel personatge de Bongo de Life in Hell) una empresa que en l'actualitat ha editat centenars de còmics i llibres. Va realitzar una nova sèrie animada anomenada Futurama llançada el 1999 en el mateix canal.
Des de llavors, continua desenvolupant Els Simpson, de la qual estrenà el 2007 l'adaptació al cine: The Simpsons Movie.
El 2018, ha estrenat una nova sèrie amb la col·laboració de Netflix, Disenchantment (‘desencant’). Aquesta nova creació de Groening, tracta un món de fantasia ambientat en el passat, amb la seva humor negre característica. En va dir el mateix «[la sèrie] parla de la vida i la mort, l'amor i el sexe, i sobre com seguir rient en un món ple de sofriment i d'idiotes, malgrat el que els adults, els mags i la resta de cretins t'expliquen». Hi conta la vida d'una jove i cínica princesa  buidaampolles que somia un món millor. Hi fa referència a un munt de films de directors que li han agradat.

## Miscel·lània
- El cognom Groening pot ser derivat de Groningen (Grun'n en groninguès), una ciutat del nord dels Països Baixos.[16]
- Quan era jove, Groening va ser influenciat per l'humor negre del dibuixant anglès Ronald Searle.[17]
- Forma part de la banda de rock Rock Bottom Remainders els membres del qual s'inclouen Dave Barry, Ridley Pearson, Scott Turow, Amy Tan, James McBride, Mitch Albom, Roy Blount Jr., Stephen King, Kathi Kamen Goldmark i Greg Iles.[18]
- Quan estudiava, Groening de vegades prenia notes en forma de dibuixos de còmic.[19]
- Amb l'èxit d'Els Simpson va crear un còmic sobre les seves aventures i va crear el 1993 el Bongo Comics Group.[20]